# 山本誠
山本 誠（やまもと まこと、1967年4月8日 - ）は、高知県出身の元プロ野球選手（投手）。右投右打。

## 来歴・人物
明徳義塾高時代は、1984年夏の選手権に出場し2年生ながら2試合連続完投勝利を収める。2年秋の県大会では伊野商の渡辺智男と投げ合って優勝、四国大会決勝でも再戦して投げ勝った。3年夏は高知大会準決勝で中山裕章を擁した高知商業高に敗れた。
1985年のプロ野球ドラフト会議で阪急ブレーブスから2位指名を受け入団。
プロ1年目の1986年に一軍初登板を果たすも、以降は腰痛に悩まされ一軍出場機会がないまま1991年に現役を引退。
現在は、神戸市兵庫区上沢通にて、もつ鍋料理店「やま本」を経営。

## 詳細情報

### 年度別投手成績
| 年 度     | 球 団     | 登 板 | 先 発 | 完 投 | 完 封 | 無 四 球 | 勝 利 | 敗 戦 | セ 丨 ブ | ホ 丨 ル ド | 勝 率 | 打 者 | 投 球 回 | 被 安 打 | 被 本 塁 打 | 与 四 球 | 敬 遠 | 与 死 球 | 奪 三 振 | 暴 投 | ボ 丨 ク | 失 点 | 自 責 点 | 防 御 率 | W H I P |
| --------- | --------- | ----- | ----- | ----- | ----- | -------- | ----- | ----- | -------- | ----------- | ----- | ----- | -------- | -------- | ----------- | -------- | ----- | -------- | -------- | ----- | -------- | ----- | -------- | -------- | ------- |
| 1986      | 阪急      | 4     | 1     | 0     | 0     | 0        | 0     | 0     | 0        | --          | ----  | 18    | 4.1      | 5        | 1           | 1        | 0     | 0        | 1        | 0     | 0        | 2     | 2        | 4.15     | 1.38    |
| 通算：1年 | 通算：1年 | 4     | 1     | 0     | 0     | 0        | 0     | 0     | 0        | --          | ----  | 18    | 4.1      | 5        | 1           | 1        | 0     | 0        | 1        | 0     | 0        | 2     | 2        | 4.15     | 1.38    |

### 記録
- 初出場：1986年6月26日、対近鉄バファローズ10回戦（藤井寺球場） 8番・中堅手で先発出場
- 初登板：1986年7月1日、対ロッテオリオンズ12回戦（阪急西宮球場） 8回表に3番手で救援登板、1回1失点
- 初先発：1986年7月13日、対南海ホークス13回戦（大阪球場）、2/3回3被安打1失点

### 背番号
- 59（1986年 - 1987年）
- 27（1988年）
- 46（1989年 - 1991年）